# Ronnie Brunswijk
Ronnie Brunswijk (Moengotapoe, 7 marzo 1961) è un politico surinamese, Vicepresidente dell’Assemblea nazionale dal 29 giugno 2025.
In precedenza egli ha altresì ricoperto il ruolo di Vicepresidente del Suriname dal 16 luglio 2020 al 29 giugno 2025 e quello di Presidente dell’Assemblea nazionale dal 29 giugno 2020 al 14 luglio 2020.
Egli è stato altresì il leader dei ribelli Jungle Commando durante la guerra civile in Suriname, mentre è attualmente anche Presidente dell'Inter Moengotapoe.

## Biografia
Lottò contro il regime di Dési Bouterse, del quale fu in precedenza una guardia personale.
Venne processato e condannato nel 1999 a 8 anni di prigione dalla corte di Haarlem per crimini relativi allo spaccio di droga e a dieci dai tribunali francesi. Un mandato di cattura internazionale è stato emesso a suo carico ma il suo paese non ha concesso l'estradizione. In Suriname, Ronnie Brunswijk è un ricco uomo d'affari, proprietario e presidente del club calcistico dell'Inter Moengotapoe, con cui ha esordito il 21 settembre 2021, a sessant'anni e 198 giorni di età, nell'incontro valido per gli ottavi di finale della CONCACAF League 2021 perso per 6-0 contro gli honduregni dell'Olimpia. Inoltre, con questa presenza, è diventato il calciatore più anziano a giocare un torneo ufficiale di club nell'area CONCACAF.
Nelle elezioni nazionali per il parlamento del Suriname avvenute a maggio 2005, il partito ABOP, guidato da Ronnie Brunswijk, partecipò insieme ad una lista di tre partiti. La lista ottenne 4 seggi permettendogli di essere eletto in parlamento. Da quel momento, continuò la vita politica.